# انسان‌شناسی زیست‌محیطی

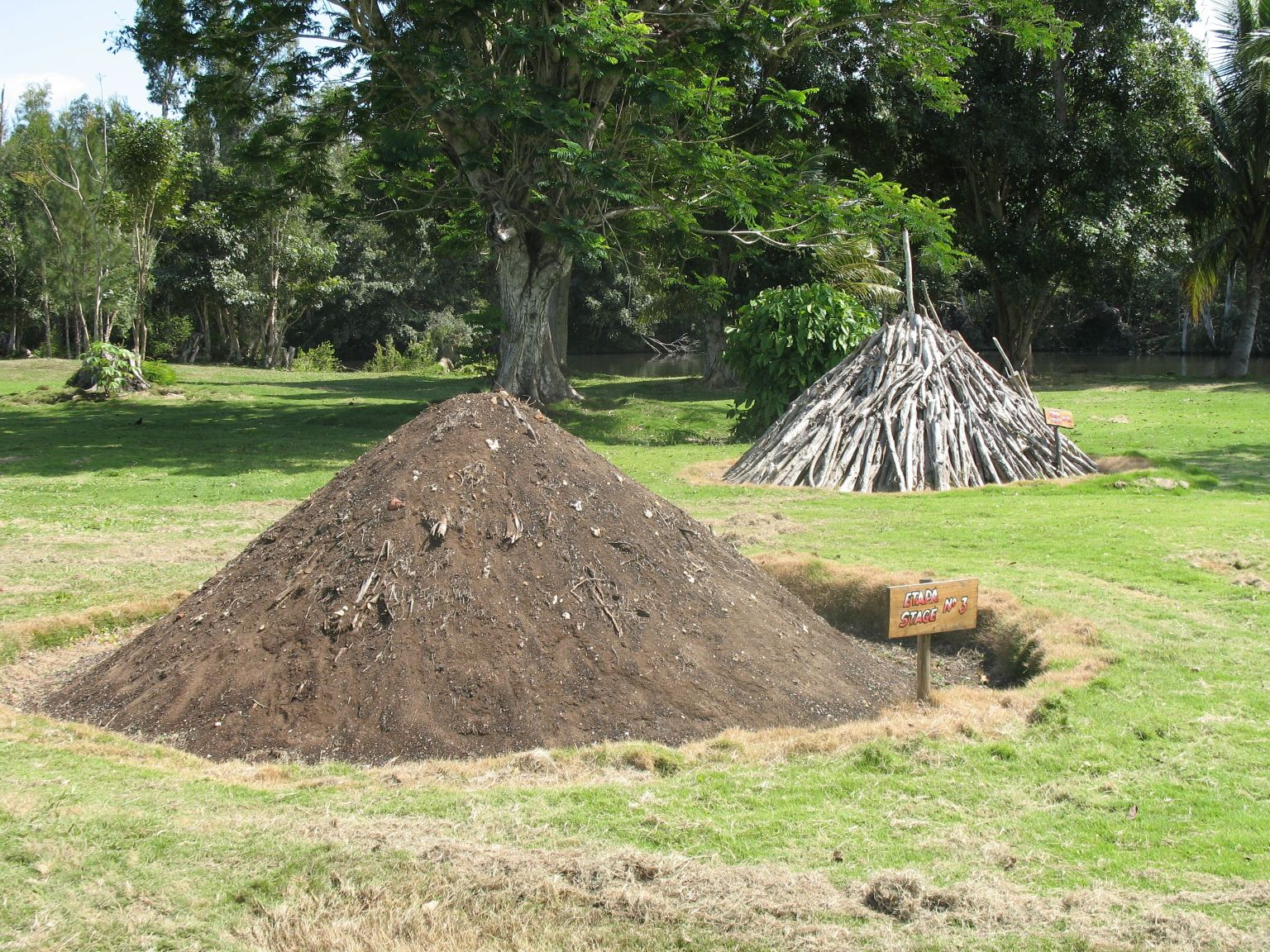
کوره زغال در زاپاتا

انسان‌شناسی زیست‌محیطی (به انگلیسی: Environmental anthropology)، زیرشاخه‌ای از انسان‌شناسی است که به بررسی روابط پیچیده بین انسان‌ها و محیط‌هایی می‌پردازد که در آن زندگی می‌کنند. این موضوع شکل‌های مختلفی به خود می‌گیرد، چه بررسی الگوهای شکار/گردآوری انسان در ده‌ها هزار سال پیش، پژوهش‌های باستان‌شناسی کشاورزان اولیه و تأثیر آنها بر جنگل‌زدایی یا فرسایش خاک، یا اینکه چگونه جوامع بشری مدرن در حال سازگاری با تغییر اقلیم هستند. دیگر مسائل زیست‌محیطی انسانی این زیرشاخه از انسان‌شناسی در دهه ۱۹۶۰ از بوم‌شناسی فرهنگی توسعه یافت، زیرا انسان‌شناسان روش‌ها و واژگان را از پیشرفت‌های رو به رشد در بوم‌شناسی وام گرفتند و سپس برای درک فرهنگ‌های انسانی به کار بردند.